# Edinburg (Texas)
Edinburg è una città e capoluogo della contea di Hidalgo, Texas, Stati Uniti. La popolazione era di 74 569 abitanti al censimento del 2010, e nel 2019 la popolazione stimata era di 101 170 abitanti, rendendola la seconda città più grande della contea di Hidalgo e la terza città più grande della regione della valle del Rio Grande.
Edinburg fa parte delle aree metropolitane di McAllen-Edinburg-Mission e Reynosa-McAllen.

## Geografia fisica
Secondo l'Ufficio del censimento degli Stati Uniti, ha una superficie totale di 37,69 mi² (97,62 km²).

## Storia
Nel 1908, John Closner, William Briggs, Argyle McAllen, Plutarco de la Viña e Dennis B. Chapin decisero di fondare un insediamento in questa località. La piazza del paese si trovava all'attuale incrocio tra la U.S. Route 281 e la State Highway 107. La città è stata chiamata "Chapin", in onore di uno dei fondatori. Un mito locale narra che Edinburg divenne il capoluogo della contea di Hidalgo in una drammatica operazione segreta notturna in cui i documenti della contea furono rubati dal precedente capoluogo. Tuttavia, i documenti storici mostrano ragioni più pratiche. Il tribunale della contea di Hidalgo del 1886 nella città di Hidalgo era spesso esposto al pericolo di inondazioni perché si trovava a pochi metri dalle rive del Rio Grande. Inoltre, all'epoca la contea aveva una superficie di ottanta miglia e la legge statale richiedeva che il tribunale fosse vicino al centro geografico di una contea. Un tribunale in legno è stato progettato e costruito accanto alla piazza del tribunale di Chapin nel 1908; la costruzione di un grande tribunale all'interno della piazza iniziò nel 1910 sotto la supervisione dei costruttori di San Antonio e una partnership della San Antonio Architects. Quando Dennis Chapin fu coinvolto nella sparatoria dove Oscar J. Rountree perse la vita al Dan Breen Saloon di San Antonio, la comunità ha cambiato il suo nome in "Edinburg" per onorare John Young, un importante uomo d'affari nato a Edimburgo (Edinburg in inglese), in Scozia. La città fu ufficialmente rinominata nel 1911 e incorporata nel 1919.

## Società

### Evoluzione demografica
Secondo il censimento del 2010, la popolazione era di 77 100 abitanti.